# Epinephelus bruneus
Espèce
Statut de conservation UICN

 VU A4d : Vulnérable
Le Mérou longues dents (Epinephelus bruneus) est un poisson marin appartenant à la famille des Serranidae.